# Prihodnjik
Prihódnjik je glagolska oblika za izražanje prihodnjega dejanja. Prihodnjik pomožnika biti je nezložena oblika (bom, boš ...), za ostale glagole pa zložena oblika iz prihodnjika pomožnika biti in opisnega deležnika (npr. delal bom, povedal boš, ukazano bo).
Uporablja se za izražanje:
- prihodnosti, torej zadobnosti glede na trenutek govorjenja: Pomlad bo prišla. – Pesem bo gotovo vsem všeč. – Jutri bo lepo vreme.
- zadobnosti nasploh: Pravi (pravil je, pravil bo), da bo imel delo. – Piše (pisal je, pisal bo), da bo kmalu spet doma.
- naklonskih dejanj:
  - ukaza: Takoj boš vstal in odprl vrata. – Ali mi ne boš tiho!
  - grožnje: Za ušesa te bom. – Ti bom že pokazal.
  - želje, dopuščanja: Prost naj bo Slovencev dom. – Pa naj bo po tvojem.
  - omiljenja ugotovitve ali zapovedi: To pa ne bo res. – Veronika bo pospravila sobo. – Za silo bo dovolj.
  - negotovosti, verjetnosti, dopuščanja: Če ti tako praviš, bo že res. – Ne boste verjeli, da je res tako.
  - pogoja: Če bo dež, ostanemo doma.
  - dopustnosti: Naj bo še tak revež, moj otrok je.
  - stanja: Ko bo zrasla, bo videla, da to ni bila ljubezen (Ko bo velika, ...).